# ジョン・ウッドハウス (初代キンバリー伯爵)
初代キンバリー伯爵ジョン・ウッドハウス（英: John Wodehouse, 1st Earl of Kimberley, KG, PC、1826年1月7日 - 1902年4月8日）は、イギリスの政治家、貴族。
ヴィクトリア朝中期から後期にかけて自由党政権で閣僚職を歴任した。

## 経歴

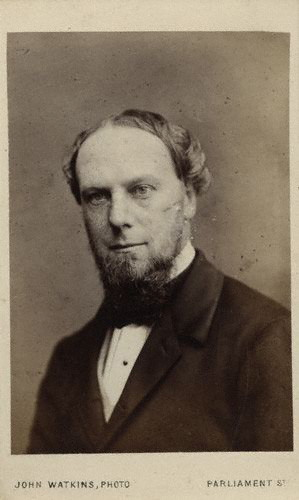
1868年のキンバリー伯

1826年1月7日に第2代ウッドハウス男爵ジョン・ウッドハウスの長男であるヘンリー・ウッド閣下（Hon. Henry Wodehouse）とその夫人アン・ガードン（Anne Gurdon）の間の長男として生まれる。
イートン校を経てオックスフォード大学クライスト・チャーチへ進学する。
自由党政権下で外務省政務次官（1852年-1856年、1859年-1861年）、インド担当省政務次官 （在職1864年）、アイルランド総督（1864年-1866年）、王璽尚書（1868年-1870年）、植民地大臣（1870年-1874年、1880年-1882年）、インド担当大臣（1882年-1885年、1886年、1892年-1894年）、ランカスター公領大臣（1882年-1883年）、枢密院議長（1892年-1894年）、外務大臣（1894年 - 1895年）などの閣僚職を歴任した。
彼がインド担当大臣として入閣していた第二次グラッドストン内閣期の1884年3月、スーダン・ハルトゥームでチャールズ・ゴードン将軍がマフディー軍に包囲され、ゴードン将軍を救出する援軍を派遣するか否かの閣内論争が発生したが、キンバリー卿は、首相グラッドストンや内相サー・ウィリアム・ヴァーノン・ハーコートとともに最後まで援軍派遣に反対した（最終的には援軍派遣が決定されるが）。
1902年4月8日に死去。

## 栄典

### 爵位・準男爵位
1846年5月29日に祖父ジョン・ウッドハウスの死去により以下の爵位・準男爵位を継承した。
- ノーフォーク州におけるキンバリーの第3代ウッドハウス男爵 (3rd Baron Wodehouse, of Kimberley in the County of Norfolk)
(1797年10月26日の勅許状によるグレートブリテン貴族爵位)
- (ノーフォーク州におけるウィルバーホールの)第8代準男爵 (8th Baronet, "of Wilberhall, in the County of Norfolk")
(1611年6月29日の勅許状によるイングランド準男爵)

1866年6月1日に以下の爵位を新規に与えられた。
- ノーフォーク州におけるキンバリーの初代キンバリー伯爵 (1st Earl of Kimberley, of Kimberley in the County of Norfolk)
(勅許状による連合王国貴族爵位)

### 勲章
- 1885年、ガーター勲章（KG）[4]

### その他
- 1864年、枢密顧問官（PC）
- 民事法学名誉博士号（オックスフォード大学名誉学位）[4]

## 家族
1847年に第3代クレアー伯爵リチャード・ホバート・フィッツギボンの娘フロレンスと結婚し、彼女との間に以下の三子を儲けた。
- 第1子（長男）第2代キンバリー伯爵ジョン（英語版）（1848年-1932年）
- 第2子（長女）アリス嬢（1850年-1937年）
- 第3子（次男）アーミン（英語版）閣下（1860年-1901年）